# Wettrup
Wettrup is een gemeente in de Duitse deelstaat Nedersaksen. De gemeente is onderdeel van de Samtgemeinde Lengerich (zie voor meer informatie aldaar) in het landkreis Emsland. Wettrup telde per 31 december 2018  546 inwoners.
Wettrup ligt in het uiterste oosten van de Samtgemeinde, aan de Bundesstraße 402.

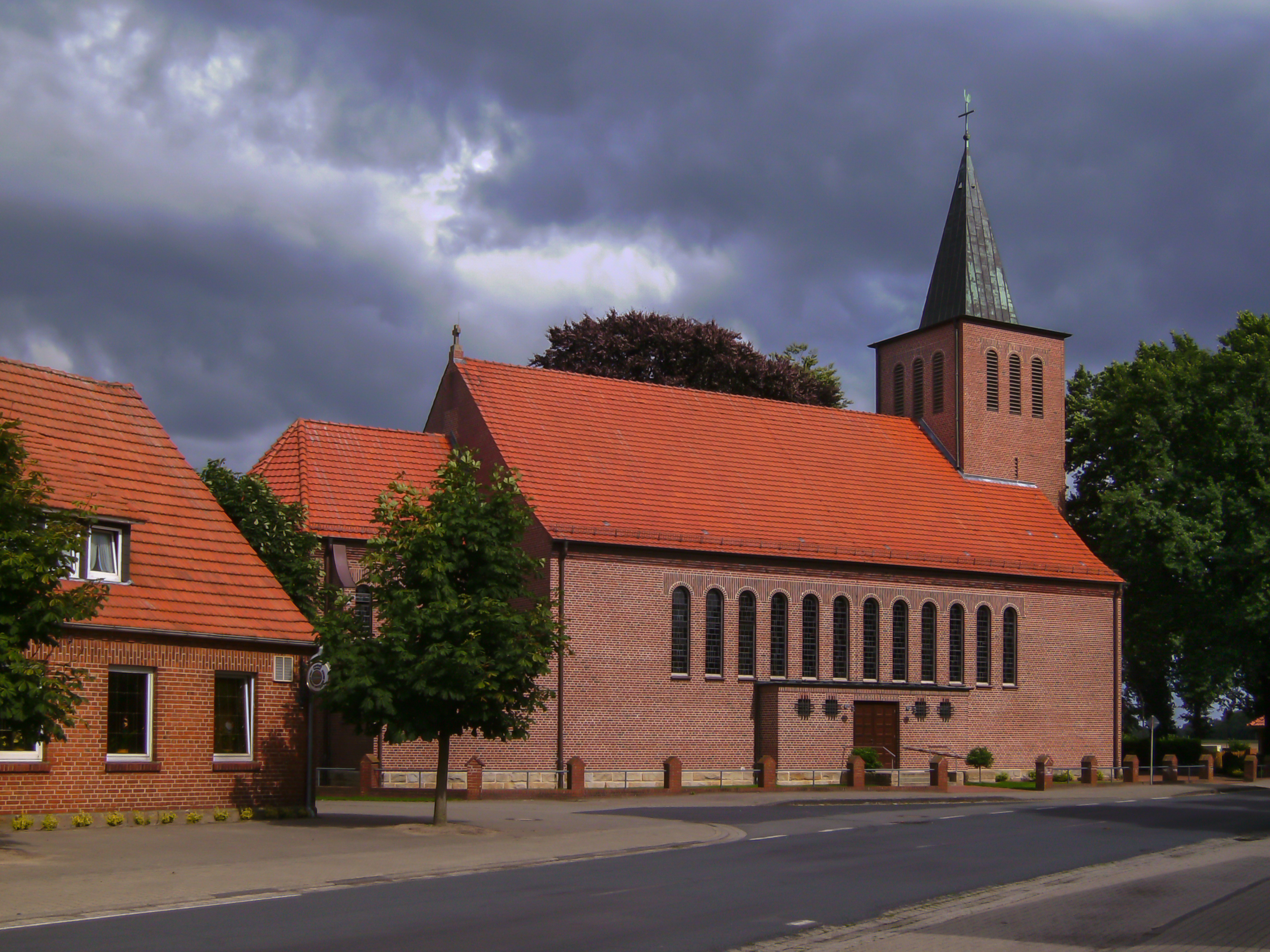
Wettrup, kerk

- Gemeinsame Normdatei: 1072016591
- Virtual International Authority File: 316389088

Andervenne ·
Bawinkel ·
Beesten ·
Bockhorst ·
Börger ·
Breddenberg ·
Dersum ·
Dohren ·
Dörpen ·
Emsbüren ·
Esterwegen ·
Freren ·
Fresenburg ·
Geeste ·
Gersten ·
Groß Berßen ·
Handrup ·
Haren (Ems) ·
Haselünne ·
Heede ·
Herzlake ·
Hilkenbrook ·
Hüven ·
Klein Berßen ·
Kluse ·
Lähden ·
Lahn ·
Langen ·
Lathen ·
Lehe ·
Lengerich ·
Lingen ·
Lorup ·
Lünne ·
Meppen ·
Messingen ·
Neubörger ·
Neulehe ·
Niederlangen ·
Oberlangen ·
Papenburg ·
Rastdorf ·
Renkenberge ·
Rhede ·
Salzbergen ·
Schapen ·
Sögel ·
Spahnharrenstätte ·
Spelle ·
Stavern ·
Surwold ·
Sustrum ·
Thuine ·
Twist ·
Vrees ·
Walchum ·
Werlte ·
Werpeloh ·
Wettrup ·
Wippingen